# Miguel García
Miguel García (1908–1981) byl španělský anarchista, spisovatel a politický vězeň Francova režimu. Narodil se v Barceloně a nejprve pracoval jako prodejce novin, poté jako tiskař. Byl členem CNT, největší anarchistické organizace ve Španělsku a jedním z hlavním odborových svazů tehdejší doby.

## Životopis
Bojoval nejdříve v anarchistických milicích a poté v republikánské armádě během Španělské občanské války. Na konci této války strávil nějaký čas ve vězení. Během 2. světové války byl členem odbojové sítě, která pomáhala utéct Židům, spojeneckým pilotům a odbojářům z Francie do Španělska. Jeho specialitou bylo vytváření falešných dokladů, podstoupil také trénink britské tajné služby.
Po roce 1945 se účastnil pokračujícího odboje proti frankistickému režimu, jako člen "Tallion Group", jejímž členem byl také například Francisco Sabaté. V roce 1949 byl zatčen a odsouzen k smrti. O tři roky později mu byl trest zmírněn na 20 let ve vězení.
Když byl v roce 1969 propuštěn, byl pozván do Londýna skotským anarchistou Stuartem Christiem, kterého potkal ve věznici. Společně s ním a Albertem Meltzerem se podíleli na činnostech Anarchistického černého kříže (ABC), který podporoval anarchistické vězně především ve Španělsku. Pořádal přednášky a psal pamflety proti frankistickému režimu. V roce 1972 vydal svou autobiografii, Francův vězeň, která líčila jeho zkušenosti z odbojem a uvězněním.
Miguel García byl významnou osobností anarchismu 20. století, ne jen pro svou roli ve španělském anarchistickém odboji, ale i pro inspiraci nové generace aktivistů.